# برايان بيدفورد
برايان بيدفورد (بالإنجليزية: Brian Bedford)‏ (24 ديسمبر 1933 في المملكة المتحدة - 18 مايو 2022) هو لاعب كرة قدم بريطاني في مركز الهجوم. لعب مع سكونثورب يونايتد وكوينز بارك رينجرز ونادي برينتفورد ونادي بورنموث ونادي ريدنغ ونادي ساوثهامبتون وأتلانتا تشيفز وبيكسلي يونايتد ‏.

## وصلات خارجية
- برايان بيدفورد على موقع قاعدة بيانات كرة القدم.إي يو (الإنجليزية)